# إمانويل نشيمبي
إمانويل نشيمبي (من مواليد 24 ديسمبر 1971) هو سياسي تنزاني من حزب الثورة: وكان عضوًا في البرلمان عن دائرة بلدة سونجي من 2010 إلى 2015. حاليًا هو سفير تنزانيا في البرازيل. كان وزيرا للشؤون الداخلية.